# Caspar Neumann (Chemiker)

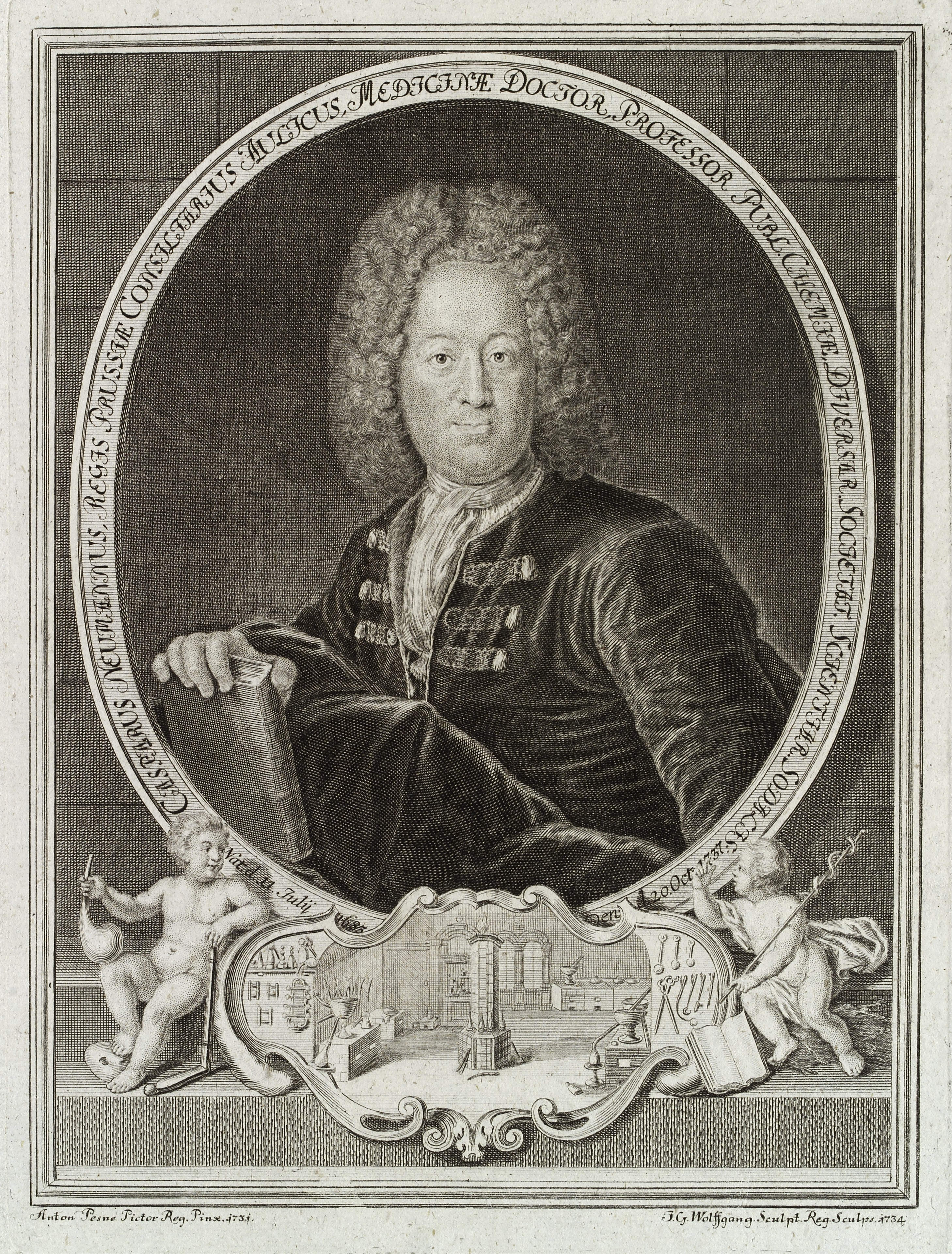
Der Chemiker Caspar Neumann

Caspar Neumann oder Kaspar Neumann (* 11. Juli 1683 in Züllichau, Brandenburg; † 20. Oktober 1737 in Berlin) war ein deutscher Chemiker und Apotheker. Als Anhänger der Phlogiston-Theorie Stahls verhalf Neumann dieser in Berlin zur Geltung. Er setzte sich für eine klare Beschreibung von Stoffen und Stoffbestandteilen ein. Begriffe wie philosophischer Phosphor lehnte er ab.

## Leben und Wirken
Nachdem Caspar Neumanns Vater, der Kaufmann Georg Neumann, 1695 gestorben war, betreute ihn sein Pate, der Züllichauer Apotheker Johann Romcke und führte ihn in die ars pharmaceutica ein; gleichzeitig erhielt er von einem Prediger Unterricht in Polnisch. 1701, nach Abschluss der Lehre, ging Neumann im Alter von 18 Jahren als Provisor in die Apotheke nach Unruhstadt, das zu Polen gehörte.
1705 zog er nach Berlin, wo Neumann kurze Zeit als Geselle in der Offizin des Apothekers Schmedicke arbeitete und anschließend in die Hof-Apotheke wechselte. Seine fachlichen Kenntnisse, aber auch seine musikalischen Talente ebneten ihm den Weg zur Gunst Friedrich I. von Preußens. Friedrich ließ Neumann ein Stipendium zukommen, das dieser zur Vervollkommnung seiner chemischen Kenntnisse auf Bildungsreisen verwendete. So unternahm er ab 1711 Reisen nach dem Harz und in andere Teile Deutschlands, um Berg- und Hüttenwerke, Münzen, Laboratorien, Glashütten, Gießereien und botanische Gärten kennenzulernen. Seine Reisen führten ihn nach Holland, wo er in Leiden den Unterricht Herman Boerhaaves verfolgte. Über Utrecht und Amsterdam gelangte er nach London, wo ihn 1713 die Nachricht vom Tode seines königlichen Gönners und gleichzeitig von seiner Entlassung erreichte („man bedürfe seiner nicht mehr“).
In London fand er in dem Chemiker Abraham Cyprianus († 1718) einen reichen Förderer, in dessen Privatlabor Neumann ungestört arbeiten konnte. 1716 reiste er im Gefolge des englischen Königs Georg I. nach Deutschland und verhandelte in Berlin mit dem Mediziner Georg Ernst Stahl (1659–1734), der sich bei König Friedrich Wilhelm I. um seine Rückkehr nach Berlin einsetzte. Mit reichlichen Geldmitteln versehen kehrte Neumann nach London zurück. Nach dem Tode des Berliner Hof-Apothekers Memhard 1718, musste er seine Reisepläne in großer Eile abwickeln. Über Paris, wo er mit den Brüdern Étienne François und Claude-Joseph Geoffroy in Kontakte trat, reiste Neumann über Lyon, Grenoble, Turin, Genua und Florenz nach Rom. Von dort kam er 1719 über Tirol, Augsburg, Dresden und Leipzig nach Berlin zurück. Hier wurde ihm jetzt die Leitung der Hof-Apotheke übertragen, die er bis zu seinem Tode innehatte.
In dieser Stellung verwertete er seine auf den Reisen erworbenen Kenntnisse zur völligen Neuorganisierung der Hofapotheke in Berlin. Innerhalb sehr kurzer Zeit gelang es ihm, durch gut durchdachte Umbauten und umfassende Modernisierung der Einrichtung, die Berliner Hof-Apotheke zu einem mustergültigen pharmazeutischen Betrieb, vor allem aber zu einer Forschungs- und Ausbildungsstätte zu entwickeln, die in Deutschland kein Gegenstück hatte. In den Räumen der Apotheke wurde es möglich, erstmals einen Unterricht in pharmazeutischer Chemie zu geben. Zu seinen vielen Schülern zählten auch der Nürnberger Apotheker Johann Ambrosius Beurer (1716–1754) und der Apotheker und Chemiker Andreas Sigismund Marggraf (1709–1782) sowie 1735 der Mediziner Elias Friedrich Heister.
1723 wurde Neumann als erster pharmazeutischer Hochschullehrer und Professor der praktischen Chemie an das Collegium medico-chirurgicum berufen. Gleichzeitig erhielt er die Chemikerstelle in der Berliner Akademie der Wissenschaften. Mit der Berufung in das Medizinal-Oberkollegium als pharmazeutischer Assessor im Jahr 1724 wohnte er den praktischen Prüfungen der Apotheker bei und wurde zum Aufseher aller Apotheken des preußischen Staates. Neumann entwickelte faktisch die Konzeption des wissenschaftlich gebildeten Pharmazeuten.
Auch als Wissenschaftler genoss Neumann bei seinen Zeitgenossen hohes Ansehen. Er war Anhänger der Phlogistontheorie seines Freundes G. E. Stahl. Er arbeitete über Thymol, Ambra, Benzoe, Zimtsäure u. a., untersuchte Tee, Wein, Kaffee und Bier, erkannte den Säurecharakter der Bernsteinsäure (wie schon zuvor Nicolas Lémery) und fand 40 Jahre vor Carl Wilhelm Scheele als Reaktionsprodukt von Quecksilberlösungen und Kochsalz „versüßtes Sublimat“ (Quecksilber(I)-chlorid bzw. als Mineral Kalomel).
1727 wurde er in Halle zum Dr. med. promoviert und im Jahr darauf am 1. März 1728 mit dem akademischen Beinamen Synesius zum Mitglied (Matrikel-Nr. 400) der Leopoldina ernannt. Auch die Royal Society in London wählte ihn 1725 zu ihrem Mitglied. 1723 hatte er zuvor John Woodward brieflich das bis dahin geheimgehaltene Rezept zur Herstellung von Berliner Blau verraten, das daraufhin von Woodward in den Transactions der Royal Society veröffentlicht und in ganz Europa hergestellt werden konnte.
Wenn sich auch keine besondere Einzelleistung auf chemischem oder pharmakognostischem Gebiete mit Caspar Neumanns Namen verbindet, so liegt sein Verdienst darin, die gesamte Auffassung pharmazeutischer Tätigkeit wissenschaftlich gehoben zu haben. Es war seine Leistung, die nach ihm eine Zeit ermöglichte, in der das wissenschaftliche Interesse stieg und daraus folgend Bedeutendes in der deutschen Pharmazie des 18. Jahrhunderts erreicht wurde.

## Leistungen
- Forderung nach „klaren Stoffbeschreibungen“ aller Bestandteile eines Stoffs (Stoff-Analyse gemäß Georg Ernst Stahl). Neumann verwandte zur Charakterisierung ungefähre Schmelzpunkte und die Dichte.
- Ansätze einer Nomenklatur (Bezeichnung) der Salze.
- Arbeiten über Thymol, Franzbranntwein, Ambra, Benzoe- und Zimtsäure.
- Experimente zur Phlogistontheorie.

## Schriften
- Praelectiones Chemicae, 1749–1755
- Chimia medica dogmatico-experimentalis